# مجموعة استشارية لإدارة شؤون المتوفين
مجموعة استشارات إدارة المتوفين (DMAG)  تم انشاؤها في نيسان 2020 لتزويد الحكومة في المملكة المتحدة بنقطة تنسيق مركزية مع قطاع إدارة المتوفين اثناء جائحة كورونا، وقد ساهم توجيه الحكومة.  و تمت الإشارة اليه من قبل الحكومة  كمصدر للمعلومات لقطاع الجنائز.
يتألف DMAG من ممثلين من كل من المنظمات التالية:
- جمعية المحارق والمقابر الخاصة (APCC)
- اتحاد سلطات الدفن والحرق (FBCA)
- رابطة مصنعي تجهيزات الجنازات (FFMA)
- معهد إدارة المقابر ومحارق الجثث
- الرابطة الوطنية لمديري الجنازات (NAFD)
- الجمعية الوطنية لمديري الجنازات المتحالفين والمستقلين (SAIF)
- جمعية حرق الجثث